# 生化级联反应
生化级联反应是细胞受到刺激时細胞内出現的一系列化学反应，一個化学反应可以觸發下一個化学反应。受体受到刺激後，该受体再通过第二信使將訊息傳遞至细胞内部，讓细胞对刺激做出反应。 